# Elemer-György Tanko
Elemer-György Tanko (* 11. Oktober 1968 in Gheorgheni) ist ein ehemaliger rumänischer Skilangläufer. 

## Werdegang
Tanko belegte bei den nordischen Skiweltmeisterschaften 1991 im Val di Fiemme den 77. Platz über 10 km klassisch, den 55. Rang über 15 km Freistil sowie den 44. Platz über 50 km Freistil und bei den nordischen Skiweltmeisterschaften 1993 in Falun den 89. Platz über 10 km klassisch, den 84. Rang über 30 km klassisch sowie den 76. Platz in der Verfolgung. Bei seiner einzige Teilnahmen an Olympischen Winterspielen im folgenden Jahr in Lillehammer lief er auf den 73. Platz über 10 km klassisch, auf den 59. Rang in der Verfolgung sowie auf den 52. Platz über 30 km Freistil. In der Saison 1994/95 erreichte er im Zare Lazarevski mit dem dritten Platz über 30 km Freistil seine einzige Podestplatzierung im Continental-Cup.

## Teilnahmen an Weltmeisterschaften und Olympischen Winterspielen

### Olympische Spiele
- 1994 Lillehammer: 52. Platz 30 km Freistil, 59. Platz 15 km Verfolgung, 73. Platz 10 km klassisch

### Nordische Skiweltmeisterschaften
- 1991 Val di Fiemme: 44. Platz 50 km Freistil, 55. Platz 15 km Freistil, 77. Platz 10 km klassisch
- 1993 Falun: 76. Platz 15 km Verfolgung, 84. Platz 30 km klassisch, 89. Platz 10 km klassisch